# Marburg Mercenaries 2022
Questa voce raccoglie le informazioni riguardanti i Marburg Mercenaries nelle competizioni ufficiali della stagione 2022.

## German Football League 2022

### Stagione regolare
| Monaco di Baviera 21 maggio 2022, ore 16:00 1ª giornata | Munich Cowboys | 19 – 7 (0-7 3-0 3-0 13-0) referto | Marburg Mercenaries | Städtisches Stadion an der Dantestraße (1017 spett.)\| Arbitro: \| Maurer \| |
| Arbitro:                                                | Maurer         |                                   |                     |                                                                              |

| Saarbrücken 11 giugno 2022, ore 17:00 4ª giornata | Saarland Hurricanes | 14 – 24 (0-3 7-0 0-7 7-14) referto | Marburg Mercenaries | Ludwigsparkstadion\| Arbitro: \| Herrmann \| |
| Arbitro:                                          | Herrmann            |                                    |                     |                                              |

| Marburgo 26 giugno 2022, ore 15:02 6ª giornata | Marburg Mercenaries | 7 – 37 (0-7 0-7 0-6 7-17) referto | Munich Cowboys | Georg-Gaßmann-Stadion (950 spett.)\| Arbitro: \| Herrmann \| |
| Arbitro:                                       | Herrmann            |                                   |                |                                                              |

| Straubing 2 luglio 2022, ore 15:00 7ª giornata | Straubing Spiders | 43 – 17 (13-0 21-7 0-3 9-7) referto | Marburg Mercenaries | VfB-Stadion am Peterswöhrd (1072 spett.)\| Arbitro: \| Maurer \| |
| Arbitro:                                       | Maurer            |                                     |                     |                                                                  |

| Marburgo 16 luglio 2022, ore 15:00 8ª giornata | Marburg Mercenaries | 13 – 38 (0-7 6-10 7-14 0-7) referto | Schwäbisch Hall Unicorns | Georg-Gaßmann-Stadion (623 spett.)\| Arbitro: \| Klaiber \| |
| Arbitro:                                       | Klaiber             |                                     |                          |                                                             |

| Kempten 24 luglio 2022, ore 15:00 9ª giornata | Allgäu Comets | 28 – 20 (0-0 14-7 0-6 14-7) referto | Marburg Mercenaries | Illerstadion (563 spett.)\| Arbitro: \| Klaiber \| |
| Arbitro:                                      | Klaiber       |                                     |                     |                                                    |

| Marburgo 31 luglio 2022, ore 14:58 10ª giornata | Marburg Mercenaries | 14 – 28 (0-7 7-14 0-7 7-0) referto | Saarland Hurricanes | Georg-Gaßmann-Stadion (650 spett.)\| Arbitro: \| Herrmann \| |
| Arbitro:                                        | Herrmann            |                                    |                     |                                                              |

| Marburgo 14 agosto 2022, ore 15:00 11ª giornata | Marburg Mercenaries | 56 – 27 (14-3 14-15 21-0 7-9) referto | Frankfurt Universe | Georg-Gaßmann-Stadion (840 spett.)\| Arbitro: \| Schrader \| |
| Arbitro:                                        | Schrader            |                                       |                    |                                                              |

| Francoforte sul Meno 21 agosto 2022, ore 14:58 12ª giornata | Frankfurt Universe | 7 – 42 (0-14 7-14 0-7 0-7) referto | Marburg Mercenaries | PSD Bank Arena (332 spett.)\| Arbitro: \| T. Nabinger \| |
| Arbitro:                                                    | T. Nabinger        |                                    |                     |                                                          |

| Marburgo 28 agosto 2022, ore 15:03 13ª giornata | Marburg Mercenaries | 24 – 14 (7-14 17-0 0-0 0-0) referto | Ravensburg Razorbacks | Georg-Gaßmann-Stadion (550 spett.)\| Arbitro: \| Schrader \| |
| Arbitro:                                        | Schrader            |                                     |                       |                                                              |

## Statistiche di squadra
| Competizione      | %Vittorie | In casa | In casa | In casa | In casa | In casa | In casa | In trasferta | In trasferta | In trasferta | In trasferta | In trasferta | In trasferta | Totale | Totale | Totale | Totale | Totale | Totale |
| Competizione      | %Vittorie | G       | V       | N       | P       | Pf      | Ps      | G            | V            | N            | P            | Pf           | Ps           | G      | V      | N      | P      | Pf     | Ps     |
| ----------------- | --------- | ------- | ------- | ------- | ------- | ------- | ------- | ------------ | ------------ | ------------ | ------------ | ------------ | ------------ | ------ | ------ | ------ | ------ | ------ | ------ |
| Stagione regolare | .400      | 5       | 2       | 0       | 3       | 113     | 144     | 5            | 2            | 0            | 3            | 110          | 111          | 10     | 4      | 0      | 6      | 224    | 255    |
| Totale            | .400      | 5       | 2       | 0       | 3       | 113     | 144     | 5            | 2            | 0            | 3            | 110          | 111          | 10     | 4      | 0      | 6      | 224    | 255    |

## Statistiche personali

### Marcatori
| Giocatore   | Ruolo | TD rush | TD recv | TD int | TD p.ret | TD k.ret | TD oth | Xp1 | Xp2 | FG | Saf | Totale |
| ----------- | ----- | ------- | ------- | ------ | -------- | -------- | ------ | --- | --- | -- | --- | ------ |
| Devon Smith |       | 2       | 11      | 0      | 0        | 0        | 0      | 0   | 0   | 0  | 0   | 78     |
| Fengler     |       | 0       | 8       | 0      | 0        | 0        | 0      | 0   | 0   | 0  | 0   | 48     |
| Treckmann   |       | 0       | 0       | 0      | 0        | 0        | 0      | 29  | 0   | 3  | 0   | 38     |
| M. Cox      |       | 3       | 0       | 0      | 0        | 0        | 0      | 0   | 0   | 0  | 0   | 18     |
| A. Seward   |       | 0       | 3       | 0      | 0        | 0        | 0      | 0   | 0   | 0  | 0   | 18     |
| L. Pitzki   |       | 0       | 0       | 1      | 0        | 0        | 1      | 0   | 0   | 0  | 0   | 12     |
| J. Mack     |       | 1       | 0       | 0      | 0        | 0        | 0      | 0   | 0   | 0  | 0   | 6      |
| Weishaupt   |       | 1       | 0       | 0      | 0        | 0        | 0      | 0   | 0   | 0  | 0   | 6      |

### Passer rating
| Giocatore   | G  | Att | Comp | Int | Yds  | TD | NFL    | NCAA   |
| ----------- | -- | --- | ---- | --- | ---- | -- | ------ | ------ |
| Weishaupt   | 10 | 195 | 128  | 8   | 1549 | 22 | 110,40 | 161,39 |
| Treckmann   | 10 | 1   | 1    | 0   | 4    | 0  |        |        |
| Devon Smith | 10 | 0   | 0    | 0   | 0    | 0  |        |        |